# James (Ontario)
James to gmina (ang. township) w Kanadzie, w prowincji Ontario, w dystrykcie Timiskaming.
Powierzchnia James to 86,19 km².
Według danych spisu powszechnego z roku 2001 James liczy 467 mieszkańców (5,42 os./km²).